# Argyractis ticonalis
Argyractis ticonalis là một loài bướm đêm trong họ Crambidae.